# Sozialreform oder Revolution?
Sozialreform oder Revolution ist eine Schrift von Rosa Luxemburg. Sie wurde erstmalig 1898 beziehungsweise 1899 verfasst und vom 21. September 1898 bis 8. April 1899 in der Leipziger Volkszeitung veröffentlicht. In diesem Text unterzieht Rosa Luxemburg die Ideen von Eduard Bernstein einer tiefgehenden Kritik. Sozialreform oder Revolution ist einer der zentralen Texte des linken Flügels innerhalb der SPD im sogenannten Revisionismusstreit.

## Neuauflagen (Auswahl)
- Rosa Luxemburg: Sozialreform oder Revolution? Inklusive Anhang. 7. Auflage. Manifest Verlag, Berlin 2022, ISBN 978-3-961560530.
- Rosa Luxemburg: Sozialreform oder Revolution? Musaicum Books, 2019, ISBN 978-8027263028.